# Thomas Coke (1er comte de Leicester, 1697-1759)
Pour les articles homonymes, voir Thomas Coke et Coke.
Thomas Coke, 1er comte de Leicester, (17 juin 1697 - 20 avril 1759) est un propriétaire foncier anglais et mécène des arts. Il est particulièrement connu pour avoir commandé la conception et la construction de Holkham Hall dans le nord de Norfolk. Entre 1722 et 1728, il est l'un des deux députés de Norfolk. Il est créé premier comte de Leicester.

## Biographie

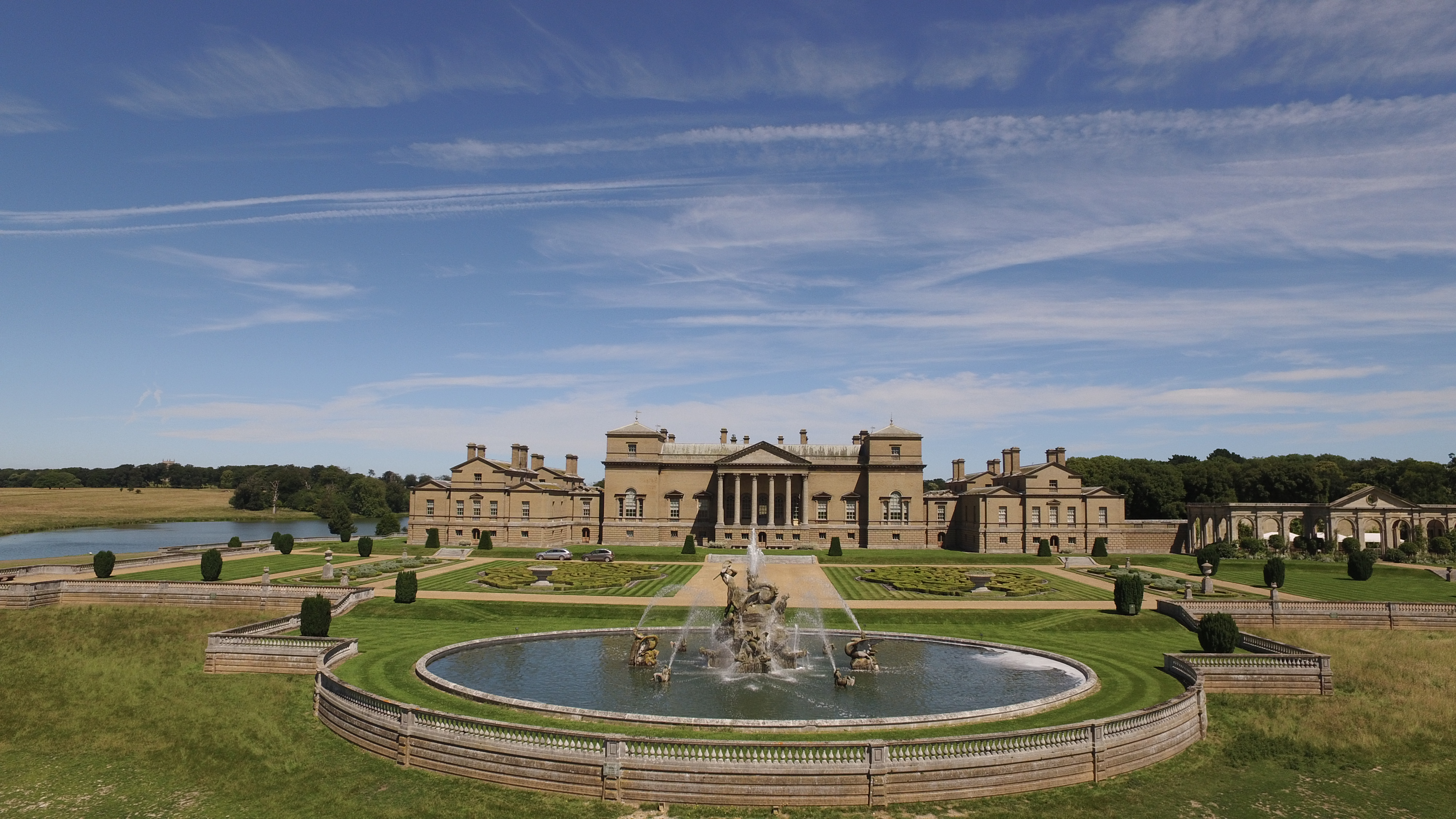
Holkham Hall, Norfolk

Il est le fils d'Edward Coke et Carey Newton. Son arrière-arrière-arrière-grand-père est le célèbre juge et homme politique Edward Coke. Il épouse Lady Margaret Tufton, 19e baronne de Clifford, troisième fille de Thomas Tufton (6e comte de Thanet) et de son épouse Lady Catherine Cavendish. Le titre de baronne de Clifford lui est finalement accordé après être tombé en suspens entre ses sœurs cohéritières. Jeune homme, Coke entreprend un Grand Tour de six ans, puis rentre en Angleterre au printemps 1718. Durant son séjour à Rome en 1715, il fait la connaissance de Richard Boyle (3e comte de Burlington), architecte aristocratique, à la pointe du mouvement de renouveau palladien en Angleterre et de William Kent. Coke demande ensuite à tous les deux de travailler sur son hôtel de Holkham Hall, construit dans le style palladien et abritant la collection considérable d’œuvres d’art qu’il a accumulées au cours de ses voyages. Au cours de ses voyages en 1717, il achète le Codex Leicester, contenant certaines des œuvres de Léonard de Vinci, artiste et scientifique italien.
Le 28 mai 1728, il est élevé à la pairie sous le titre de baron Lovel et prend le nom de Lord Lovel. Cependant, il est durement touché par des pertes financières lors de l'éclatement de la bulle de la Compagnie de la mer du Sud. Cela retarde de plus de dix ans la construction de la nouvelle propriété de Coke. En plus de cela, il semble avoir mené une vie imprudente de boisson, de jeu et de chasse, et est amateur de combats de coqs. Ce n'est que vers 1732 que Burlington et Kent font leurs premiers dessins pour la nouvelle maison de campagne. L'architecte de Norfolk, Matthew Brettingham joue également un rôle déterminant dans la conception du manoir (bien qu'il ait attribué la conception du Marble Hall à Coke lui-même). Les travaux sur les fondations commencent en 1734, mais il faut attendre 30 ans avant que les travaux soient terminés. Alors qu'il examine le résultat de ses longues années de travail et d'accomplissement, Lord Leicester déplore : « C'est une chose mélancolique de rester seul dans son propre pays. Je ne vois pas autour une seule maison à voir, sauf la mienne. Je suis le géant du géant Castle et ont mangé tous mes voisins, mon plus proche voisin est le roi de Danemark ».
Coke, devenu comte de Leicester le 9 mai 1744, décède le 20 avril 1759, cinq ans avant l'achèvement de Holkham Hall, n'ayant jamais recouvré pleinement ses pertes financières. Par la suite, son épouse, Lady Margaret, supervise l'achèvement et l'ameublement de la maison. Son fils unique, Edward Coke, vicomte Coke (1719-1753), l'a précédé dans la tombe, et son mariage avec la diariste Mary Campbell s'est avéré désastreux - il l'a pratiquement emprisonnée à Holkham Hall - et est resté sans enfant. Par conséquent, le neveu de Thomas Coke, Wenman Roberts, le fils du major Philip Roberts et de sa sœur de Anne Coke, hérite de Holkham Hall.
Wenman prend le nom de Coke après avoir hérité de ses propriétés. Son fils, un autre Thomas Coke, plus tard comte de Leicester de Holkham, à sa mort en 1776, lui succède comme député et réformateur agricole.